# Leopoldo López Escobar
Ángel Leopoldo López Escobar (Santiago de Chile, 5 de agosto de 1940 – Santiago de Chile, 29 de junio de 2013) fue un profesor de geoquímica chileno, especializado en la petrogénesis de rocas volcánicas.

## Biografía
Después de estudiar en los Maristas la educación primera y secundaria, en 1957 ingresó en la carrera de Biología y Química en la Pontificia Universidad Católica de Chile. En 1963, se licenciaría como profesor de Biología y Química y comenzó a impartir clases en la Universidad Austral de Valdivia como profesor de Química General y Fisicoquímica, donde estuvo hasta 1968. Poco después, empezó a estudiar en la Massachusetts Institute of Technology (MIT), lugar donde obtuvo el grado de Master en Ciencias Químicas, de Ciencias de la Tierra y Planetarias y el grado de Doctor en Geoquímica con la guía del profesor Fred Frey.
En 1974 regresa a Chile y se integra al grupo académico del Departamento de Geología de la Universidad de Chile para investigar la petrogénesis de las rocas volcánicas andinas. En 1976, recibe el grado de Doctor en Ciencias Geológicas en la misma universidad. Dio cursos internacionalmente en países como Francia, Japón, Reino Unido o Estados Unidos. Aparte de eso, participó de proyectos financiados por la NSF y Conicyt y fue autor de 200 publicaciones científicas en revistas como Andean Geology.
En 1996 empezó como director del instituto GEA de la Universidad de Concepción para centrarse en la investigación de la metalogénesis de sistemas magmáticos, investigación en la que estuvo inmerso hasta su retiro en 2010.